# Ginástica rítmica nos Jogos Pan-Americanos de 2015 - Grupo geral
A competição do grupo geral feminino foi um dos eventos da ginástica rítmica nos Jogos Pan-Americanos de 2015. Foi disputada no Toronto Coliseum entre os dias 17 e 18 de julho. 

## Calendário
Horário local (UTC-4).
| Data        | Horário | Fase            |
| ----------- | ------- | --------------- |
| 17 de julho | 13:05   | Rotação final 1 |
| 18 de julho | 13:05   | Rotação fina 2  |

## Medalhistas
|  | BRA Brasil                                                                                |  | USA Estados Unidos                                                                        |  | CUB Cuba                                                                                 |
|  | Dayane Amaral Morgana Gmach Emanuelle Lima Jessica Maier Ana Paula Ribeiro Beatriz Pomini |  | Kiana Eide Alisa Kano Natalie McGiffert Jennifer Rokhman Monica Rokhman Kristen Shaldybin |  | Claudia Arjona Zenia Fernandez Melissa Kindelan Martha Perez Adriana Ramirez Legna Savon |

## Resultados
| Pos.              | Ginasta | 5 Fitas    | 6 maças, 2 Arcos | Total  |
| ----------------- | --- | ---------- | ---------------- | ------ |
| Medalha de ouro   | Brasil (BRA) Dayane Amaral Morgana Gmach Emanuelle Lima Jessica Maier Ana Paula Ribeiro Beatriz Pomini         | 14.800 (1) | 15.433 (1)       | 30.233 |
| Medalha de prata  | Estados Unidos (USA) Kiana Eide Alisa Kano Natalie McGiffert Jennifer Rokhman Monica Rokhman Kristen Shaldybin | 14.600 (2) | 14.675 (2)       | 29.275 |
| Medalha de bronze | Cuba (CUB) Claudia Arjona Zenia Fernandez Melissa Kindelan Martha Perez Adriana Ramirez Legna Savon            | 13.492 (3) | 12.200 (5)       | 25.692 |
| 4                 | México (MEX) Diana Casillas Luz Morales Maria Nava Erandeni Nava Marialicia Ortega Pamela Reynolds             | 12.067 (4) | 12.242 (4)       | 24.309 |
| 5                 | Canadá (CAN) Katrina Cameron Maya Kojevnikov Lucinda Nowell Vanessa Panov Anjelika Reznik Victoria Reznik      | 10.117 (5) | 13.333 (3)       | 23.450 |